# Cerianthula atlantica
Espèce
Cerianthula atlantica est une espèce de cnidaires de la famille des Botrucnidiferidae.

## Systématique
Le nom valide complet (avec auteur) de ce taxon est Cerianthula atlantica Van Beneden, 1924.
À noter que le WoRMS mentionne également l'espèce homonyme Cerianthula atlantica Carlgren, 1931, qui est un junior synonyme accepté.